# Список романів, дія яких відбувається в Києві
Список романів, дія яких відбувається в Києві об’єднує романи написані різними мовами, більшість подій у яких відбуваються в Києві.
| Мова       | Назва                                                                 | Автор                                                                   | Рік видання   | Історичний період та контекст                                                  |
| ---------- | --------------------------------------------------------------------- | ----------------------------------------------------------------------- | ------------- | ------------------------------------------------------------------------------ |
| Українська | Клавка (роман)                                                        | Марина Гримич                                                           | 2019          | 1947                                                                           |
| Українська | Квартира київських гріхів                                             | Маргарита Сурженко                                                      | 2016          | весна 2016                                                                     |
| Українська | Шизґара                                                               | Батурин Сергій                                                          | 2016          | 1970-і, «новий» Печерськ                                                       |
| Українська | Я тут живу                                                            | Міла Іванцова                                                           | 2016          | 2005 - 2013 рр.                                                                |
| Українська | Київ-Париж (У пошуках застиглого часу)                                | Богдан Образ                                                            | 2015          |                                                                                |
| Українська | Марта                                                                 | Лілія Черен                                                             | 2014          | 1918–1934 рр.                                                                  |
| Українська | Червона зона                                                          | Артем Чапай                                                             | 2014          | Майбутнє, після 2020 р.                                                        |
| Українська | Ad libitum                                                            | Тетяна Стрижевська                                                      | 2014          |                                                                                |
| Українська | Хрещатик Плаза                                                        | Павло Вольвач                                                           | 2013          | 2000-ні роки, Помаранчева революція                                            |
| Українська | Ностальгія                                                            | Євгенія Кононенко                                                       | 2013          |                                                                                |
| Українська | Київські бомби                                                        | Андрій Кокотюха                                                         | 2013          | 1907 рік                                                                       |
| Українська | Місто з химерами                                                      | Олесь Ільченко                                                          | 2009          | Життя архітектора Городецького                                                 |
| Українська | Моя кохана К'яра                                                      | Олесь Ільченко                                                          | 2011          | 1990-ті роки                                                                   |
| Українська | Кохання в стилі бароко                                                | Володимир Даниленко                                                     | 2009          |                                                                                |
| Українська | Рай.Центр                                                             | Люко Дашвар                                                             | 2009          |                                                                                |
| Українська | Андріївський узвіз                                                    | Володимир Діброва                                                       | 2007          | 1948 - 2002                                                                    |
| Українська | Зелена Маргарита                                                      | Світлана Пиркало                                                        | 2007          |                                                                                |
| Українська | Інспектор і кава                                                      | Лапікура В., Лапікура Н.                                                | 2004-2006     | Життя працівників Київського карного розшуку 1970-х років                      |
| Українська | Горить свіча                                                          | Володимир Малик                                                         | 1992          | Монгольська навала на Русь                                                     |
| Українська | Білий морок                                                           | Іван Головченко, Олекса Мусієнко                                        | 1986          | Друга світова війна                                                            |
| Українська | Голубий берег                                                         | Іван Головченко, Олекса Мусієнко                                        | 1986          | Друга світова війна                                                            |
| Українська | Південний комфорт                                                     | Павло Загребельний                                                      | 1984          | 1970-ті роки                                                                   |
| Українська | Золоті ворота                                                         | Іван Головченко, Олекса Мусієнко                                        | 1981          | Друга світова війна                                                            |
| Українська | Чорне сонце                                                           | Іван Головченко, Олекса Мусієнко                                        | 1981          | Друга світова війна                                                            |
| Українська | Гомоніла Україна                                                      | Петро Панч                                                              | 1979          | XVII ст., Хмельниччина                                                         |
| Українська | Переяславська рада                                                    | Натан Рибак                                                             | 1979          | XVII ст., Хмельниччина                                                         |
| Українська | Довгий шлях до озер                                                   | Петро Угляренко                                                         | 1979          | Життя Нестора Літописця                                                        |
| Українська | Ключ                                                                  | Вадим Собко                                                             | 1978          |                                                                                |
| Українська | Людолови                                                              | Зінаїда Тулуб                                                           | 1978          | VII ст., гетьманство Сагайдачного                                              |
| Українська | Дорога до матері                                                      | Володимир Дрозд                                                         | 1978          | XIX ст., життя Софії Богомолець                                                |
| Українська | Київські ночі                                                         | Семен Журахович                                                         | 1977          | Друга світова війна, Бабин Яр                                                  |
| Українська | Біла тінь                                                             | Юрій Мушкетик                                                           | 1977          |                                                                                |
| Українська | Поверх сорок другий                                                   | Юрій Бедзик                                                             | 1977          | Друга світова війна                                                            |
| Українська | Ритми життя                                                           | Володимир Дрозд                                                         | 1977          | XIX - XX ст., життя Олександра Богомольця                                      |
| Українська | Розгін                                                                | Павло Загребельний                                                      | 1976          |                                                                                |
| Українська | Молодість                                                             | Олександр Бойченко                                                      | 1976          | 1921-1925 р.                                                                   |
| Українська | Добра вість                                                           | Володимир Дрозд                                                         | 1976          | Кінець XIX ст., життя марксиста Ювеналія Мельникова                            |
| Українська | Ой Дніпре, мій Дніпре                                                 | Степан Чорнобривець                                                     | 1976          | 1943 р., Друга світова війна                                                   |
| Українська | Лихобор                                                               | Вадим Собко                                                             | 1974          |                                                                                |
| Українська | Смерть у Києві                                                        | Павло Загребельний                                                      | 1973          | XII ст., Боротьба Юрія Долгорукого за єдність руських земель                   |
| Українська | У серця своя пам’ять                                                  | Петро Гуріненко                                                         | 1973          |                                                                                |
| Українська | Труханів острів                                                       | Микола Сидоряк                                                          | 1972          |                                                                                |
| Українська | Меч Арея                                                              | Іван Білик                                                              | 1972          | V століття                                                                     |
| Українська | Первоміст                                                             | Павло Загребельний                                                      | 1972          | XII ст., будівництво в Києві мосту через Дніпро за наказом Володимира Мономаха |
| Українська | Бар'єр несумісности                                                   | Юрій Щербак                                                             | 1971          |                                                                                |
| Українська | День для прийдешнього                                                 | Павло Загребельний                                                      | 1969          |                                                                                |
| Українська | Диво                                                                  | Павло Загребельний                                                      | 1968          | X - XI ст., будівництво Софії Київської                                        |
| Українська | Шлях на Київ                                                          | Семен Скляренко                                                         | 1967          | 1920-ті роки, Радянсько-українська війна                                       |
| Українська | Матвіївська затока                                                    | Вадим Собко                                                             | 1962          |                                                                                |
| Українська | Володимир                                                             | Семен Скляренко                                                         | 1962          | життя київського князя Володимира Святославича (X - XI ст.)                    |
| Українська | Реве та стогне Дніпр широкий                                          | Юрій Смолич                                                             | 1960          |                                                                                |
| Українська | Святослав                                                             | Семен Скляренко                                                         | 1959          | життя київського князя Святослава Хороброго (X ст.)                            |
| Українська | Мир хатам, війна палацам                                              | Юрій Смолич                                                             | 1958          |                                                                                |
| Українська | Хрещатий Яр                                                           | Докія Гуменна                                                           | 1956          | 1941-1943 р., окупація Києва                                                   |
| Українська | Місто                                                                 | Валер’ян Підмогильний                                                   | 1928          | 1920-ті роки                                                                   |
| Українська | Недуга                                                                | Євген Плужник                                                           | 1928          | 1920-ті роки                                                                   |
| Українська | Дівчина з ведмедиком                                                  | В. Домонтович                                                           | 1928          | 1920-ті роки                                                                   |
| Українська | Записки кирпатого Мефістофеля                                         | Володимир Винниченко                                                    | 1923          |                                                                                |
| Українська | Гетьман Іван Виговський                                               | Іван Нечуй-Левицький                                                    | 1898          | 1654 — 1664 p.                                                                 |
| Англійська | Гетьман (Hetman)                                                      | Алекс Шоу (Alex Shaw)                                                   | 2009          |                                                                                |
| Англійська | Змова в Києві (Conspiracy in Kiev)                                    | Ноел Гайнд (Noel Hynd)                                                  | 2008          |                                                                                |
| Англійська | Матч смерті (Match of Death)                                          | Джеймс Ріордан (James Riordan)                                          | 2003          | 1942, Матч смерті                                                              |
| Англійська | Візантія продовжується (Byzantium Endures)                            | Майкл Муркок                                                            | 1981          | початок XX ст.                                                                 |
| Англійська | Наладчик (The Fixer)                                                  | Бернард Маламуд (Bernard Malamud)                                       | 1966          | 1911, антисемітизм та погроми в царистській Росії                              |
| Німецька   | Можливо Естер (нім. Vielleicht Esther)                                | Катя Петровська                                                         | 2014          | Друга світова війна, розстріли у Бабиному Яру                                  |
| Німецька   | Справжній син (Der wahre Sohn)                                        | Олаф Кюль (Olaf Kühl)                                                   | 2013          |                                                                                |
| Французька | Вино самотності (Le Vin de solitude)                                  | Немировська Ірен (Irène Némirovsky)                                     | 1935          | Київ початку XX ст.                                                            |
| Французька | Проїздом у Києві (Passage à Kiew)                                     | Тірі Марсель (Marcel Thiry)                                             | 1990          | 1917-1918                                                                      |
| Польська   | Гетьман України (Hetman Ukrainy)                                      | Михайло Чайковський (Michał Czajkowski)                                 | 1841          |                                                                                |
| Польська   | Соловіївка (Sołowiówka)                                               | Павлин Свєнціцький (Paulin Święcicki)                                   | 1869          |                                                                                |
| Російська  | Victory Park                                                          | Олексій Нікітін                                                         | 2014          | 1980-ті роки                                                                   |
| Російська  | Весна на Місяці (Весна на луне)                                       | Юлія Кісіна                                                             | 2012          | 1970-ті роки                                                                   |
| Російська  | Маджонг                                                               | Олексій Нікітін                                                         | 2012          |                                                                                |
| Російська  | Істемі (Истеми)                                                       | Олексій Нікітін                                                         | 2011          | 1984, 2004 роки                                                                |
| Російська  | Загибель Києва (Гибель Киева)                                         | Валерій Грузін                                                          | 2008          |                                                                                |
| Російська  | Київські відьми. Постріл в опері (Киевские ведьмы. Выстрел в опере)   | Лада Лузіна                                                             | 2007          |                                                                                |
| Російська  | Київські відьми. Меч і хрест (Киевские ведьмы. Меч и крест)           | Лада Лузіна                                                             | 2005          |                                                                                |
| Російська  | Пікнік на льоду (Пикник на льду)                                      | Андрій Курков                                                           | 1996          | 1990-ті роки                                                                   |
| Російська  | Милий друг, товариш покійника (Милый друг, товарищ покойника)         | Андрій Курков                                                           | 2001          |                                                                                |
| Російська  | Ад’ютант його величності (Адъютант его превосходительства)            | Ігор Болгарин, Григорій Сіверський (Игорь Болгарин, Григорий Северский) | 1979          |                                                                                |
| Російська  | До останнього моря (К последнему морю)                                | Василь Ян (Василий Ян)                                                  | 1979          | 1240 р., війна з ханом Батиєм                                                  |
| Російська  | Русь Велика (Русь Великая)                                            | Валентин Іванов (Валентин Иванов)                                       | 1975          | XI - XII ст.                                                                   |
| Російська  | Анна Ярославна — королева Франції (Анна Ярославна — королева Франции) | Антонін Ладінський (Антонин Ладинский)                                  | 1973          |                                                                                |
| Російська  | Останній комендант (Последний комендант)                              | Віктор Кондратенко (Виктор Кондратенко)                                 | 1968?         |                                                                                |
| Російська  | Останній шлях Володимира Мономаха (Последний путь Владимира Мономаха) | Антонін Ладінський (Антонин Ладинский)                                  | 1966          |                                                                                |
| Російська  | Бабин Яр (Бабий Яр)                                                   | Анатолій Кузнецов                                                       | 1966          | 1941-1943 роки, масові розстріли у Бабиному Яру                                |
| Російська  | Коли впав Херсонес (Когда пал Херсонес)                               | Антонін Ладінський (Антонин Ладинский)                                  | 1938, 1959    |                                                                                |
| Українська | Жанна-Батальйонерка                                                   | Ґео Шкурупій                                                            | 1930          | Перша світова війна                                                            |
| Російська  | Біла гвардія (Белая гвардия)                                          | Михайло Булгаков                                                        | 1925; 1927-29 | 1918 рік                                                                       |
| Їдиш       | В бурю                                                                | Шолом-Алейхем                                                           | 1907          | 1905 рік, єврейські погроми                                                    |
| Українська | Хмари                                                                 | Нечуй-Левицький Іван Семенович                                          | 1874          |                                                                                |